# Azúcar vainillada

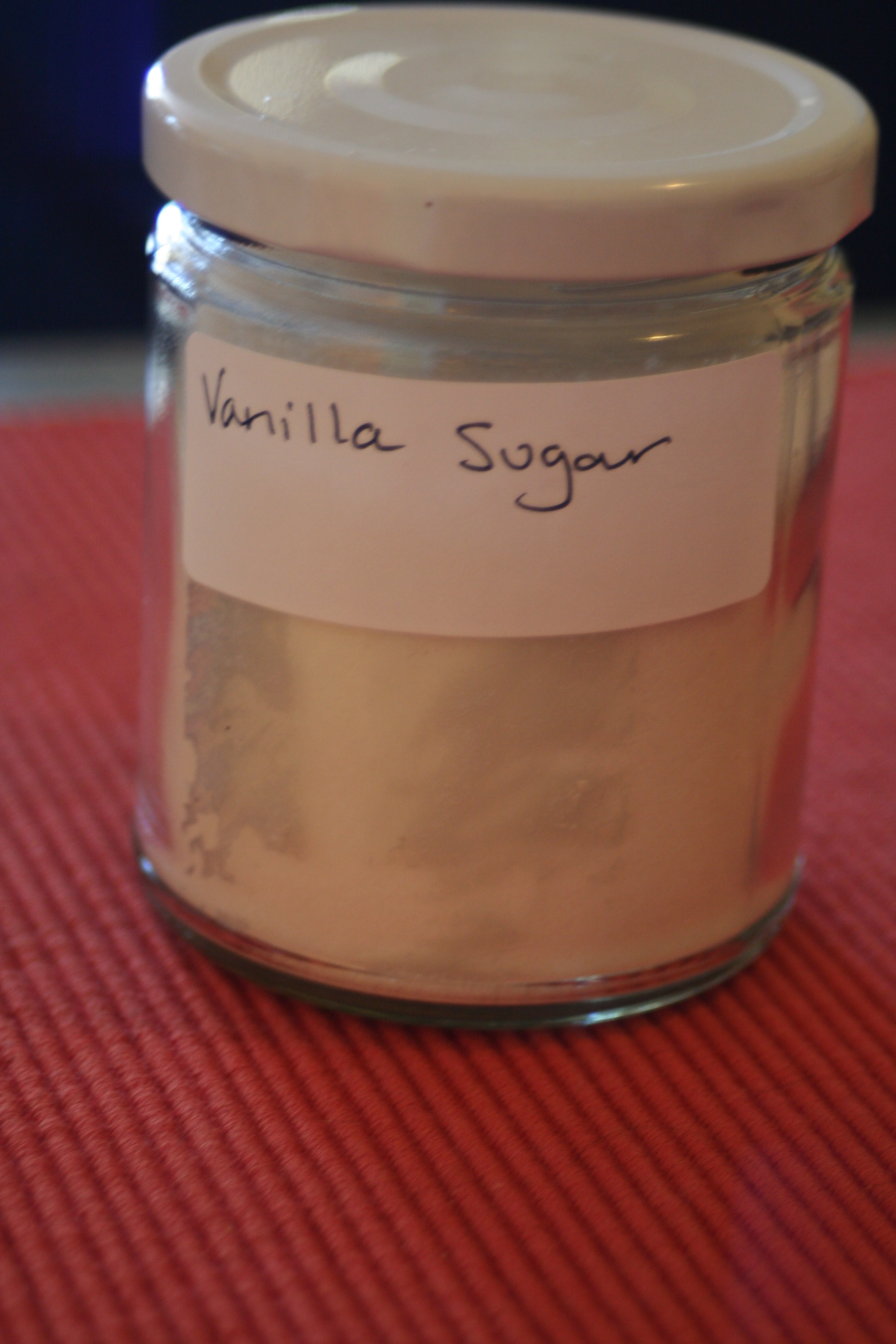
Azúcar vainillado.

El azúcar vainillado es un ingrediente usado frecuentemente en postres alemanes, polacos, suecos, finlandeses, daneses, austriacos, checos, eslovacos, eslovenos y de otros países europeos.
Se hace con azúcar granulado mezclado con vainas o extracto de vainilla.
Puede ser costoso o difícil de obtener fuera de Europa, pero se hace con facilidad en casa. A veces puede reemplazarse con extracto de vainilla, donde una cucharadita equivale a un paquete. Sin embargo, esto no es posible cuando se usa para espolvorearlo.
El azúcar vainillado puede prepararse mezclando aproximadamente 2 tazas de azúcar blanquilla con las semillas de una vaina de vainilla.
También se encuentra una versión barata hecha únicamente con azúcar y vanilina.